# Antonio Saverio Gentili
Antonio Saverio Gentili (Roma, 9 febbraio 1681 – Roma, 13 marzo 1753) è stato un cardinale italiano.
Era figlio di Teresa Durso e Nicola Gentili, qui fuit segretus cubicularius e numero partecipantium Clementis X.
Mecenate di letterati e letterato egli stesso, fu protettore dell'Accademia degli Infecondi (poi confluita in quella dell'Arcadia). Fu nominato cardinale da papa Clemente XII nel 1731.

## Biografia
Il padre Nicola Gentili fu cameriere del cardinal Francesco Maidalchini (nipote di donna Olimpia Maidalchini, cognata di papa Innocenzo X) e, in occasione di un suo rientro nella natia Camerino, per buona sorte entrò al servizio del vescovo di quella città, monsignor Altieri, il quale essendo divenuto cardinale e poi pontefice col nome di Clemente X l'arricchì in vari modi. Fra l'altro gli concesse il sito, dov'era una piazza di fronte a San Nicola in Arcione, dove fu fabbricato palazzo Gentili.

### La formazione
Antonio Saverio inizialmente si dedicò allo studio della giurisprudenza e nell'aprile 1699 meritò nell'archiginnasio di Roma le insegne di dottore in utroque iure (diritto canonico e diritto civile). Per approfondire le sue conoscenze, organizzò in casa sua alcune conferenze di giovani studiosi, nel corso delle quali si dibatteva in riferimento alle facoltà legali e ai riti ecclesiastici. Il 13 gennaio 1705 entrò in prelatura.
Dopo aver passato un po' di tempo nelle cariche minori della curia, fu eletto nel 1713 da Clemente XI luogotenente dell'uditore della camera, nella quale carica acquistò grande riputazione..

### Ilcursus honorum

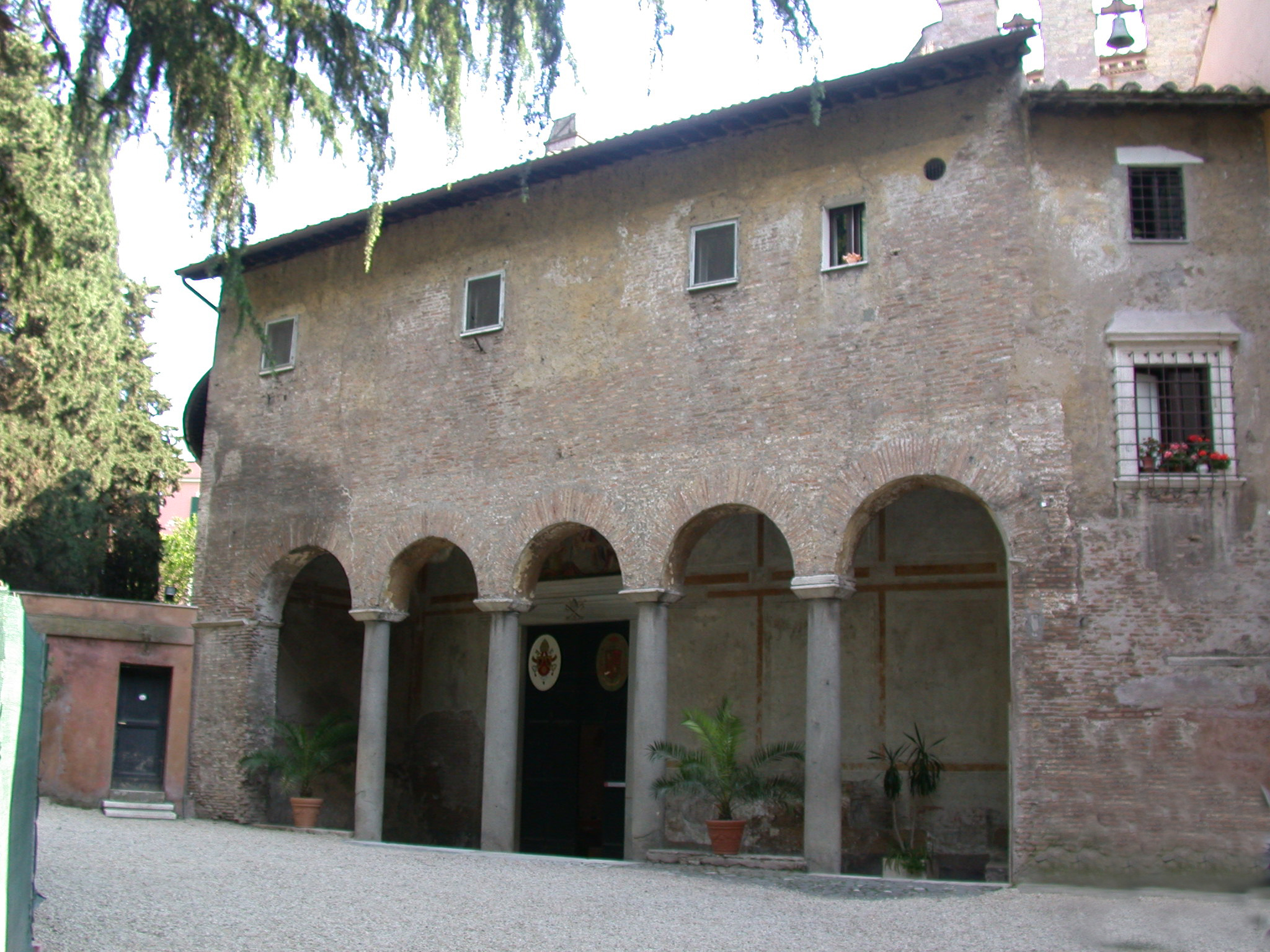
Basilica di Santo Stefano Rotondo al Celio: la chiesa titolare

Ordinato sacerdote nel 1724, nel 1727 veniva consacrato Arcivescovo titolare di Petra, in Palestina. Nel 1731 veniva creato cardinale dell'Ordine dei presbiteri  del titolo della Basilica di Santo Stefano al Celio. Assumeva la carica di Prefetto del Concilio nel 1737, prendeva parte al Conclave del 1740 e diventava Cardinale vescovo di Palestrina nel 1747.
Il cardinale fu il protettore della celebre Accademia degl'Infecondi, che fu la madre dell'illustre e cospicua Arcadia. Egli sin dai suoi anni giovanili era stato solito, in tutti i giorni delle solennità della Beata Vergine dare nella propria abitazione un devoto ed erudito intrattenimento in onore della Santa Madre, con accademie tenute nel proprio palazzo, alle quali partecipavano cardinali, prelati, nobili, letterati, e personaggi illustri.
Alla sua morte fu sepolto nella chiesa di S. Venanzio de' camerinesi e la nipote marchesa Costanza Giori Sparapani gli eresse una marmorea iscrizione, con distinto elogio.

## Blasonatura dello stemma
Scudo: sannitico. Partizioni: spaccato. Figure: cane (1) nel I; banda (3) nel II; fascia (1).
Smalti: argento (campo) nel I e nel II; rosso (banda) nel II, fascia. Ornamenti esteriori: Timbro: cappello cardinalizio. Blasonatura: spaccato: nel I d'argento, al cane bracco slanciato al naturale, collarinato d'oro, nel II cucito d'argento, a tre bande di rosso, alla fascia dello stesso, attraversante sulla partizione.

## Genealogia episcopale e successione apostolica
La genealogia episcopale è:
- Cardinale Scipione Rebiba
- Cardinale Giulio Antonio Santori
- Cardinale Girolamo Bernerio, O.P.
- Arcivescovo Galeazzo Sanvitale
- Cardinale Ludovico Ludovisi
- Cardinale Luigi Caetani
- Cardinale Ulderico Carpegna
- Cardinale Paluzzo Paluzzi Altieri degli Albertoni
- Papa Benedetto XIII
- Cardinale Antonio Saverio Gentili

La successione apostolica è:
- Vescovo Filippo de Amato (1731)
- Arcivescovo Gennaro Guglielmini (1731)
- Arcivescovo Luigi d'Alessandro (1732)
- Arcivescovo Matteo Trigona (1732)
- Vescovo Massenzio dei Conti Filo (1733)
- Arcivescovo Pietro Bonaventura Savini (1735)
- Vescovo Francesco Carafa (1736)
- Vescovo Ippolito Rossi (1736)
- Vescovo Bonaventure O'Gallagher, O.F.M. (1737)
- Vescovo Bernardino Vari (1739)
- Cardinale Carlo Francesco Durini (1739)
- Cardinale Marcello Crescenzi (1739)
- Vescovo Pompeo Compagnoni (1740)
- Vescovo Paolo Bonavisa (1742)
- Arcivescovo Francesco Antonio Cavalcanti, C.R. (1743)
- Vescovo Ettore Molza (1743)
- Vescovo Giuseppe Giusti (1743)
- Vescovo John Brett, O.P. (1743)
- Vescovo Serafin Torriani, O.F.M.Ref. (1746)
- Vescovo Giovanni Battista Campagnoli (1746)
- Vescovo Antonio Maria Arduini, O.F.M.Conv. (1746)
- Vescovo Dominico Maria Saporiti (1747)
- Vescovo Leonardo Cecconi (1748)